# Vittorio Ghidella
Vittorio Ghidella (* 19. Januar 1931 in Vercelli; † 15. März 2011 in Lugano) war ein italienischer Automobilingenieur und Geschäftsführer der Auto-Sparte von Fiat.

## Karriere
Ghidella studierte nach dem Zweiten Weltkrieg Maschinenbau am Politecnico di Torino. Über Anstellungen bei Svenska Kullagerfabriken und New Holland kam er zu Fiat, wo ihn 1979 Gianni Agnelli zum Geschäftsführer und Präsidenten der Fiat-Auto-Sparte machte. Die Ära Ghidella gilt als eine der profitabelsten für Fiat der letzten Jahrzehnte. Unter der Führung von Ghidella, der auch als Vater des Uno bezeichnet wird, kamen die Neuerscheinungen Fiat Uno, Fiat Croma, Fiat Tipo, Lancia Delta, Lancia Thema und Autobianchi Y10 auf den Markt.
Auch die Übernahme von Alfa Romeo wurde während der Geschäftsführertätigkeit von Ghidella abgewickelt. Als Fiat-Chef war er auch für die Motorsportaktivitäten von Lancia und Ferrari verantwortlich. 1988 trat er nach Auffassungsunterschieden über die Weiterentwicklung der Automobilsparte mit Gesamtkonzernchef Cesare Romiti von seinen Funktionen zurück und verließ den Konzern.
1989 erhielt er bei Ford einen Beratervertrag und war dort viele Jahre tätig.